# Veau d'or du meilleur acteur
Le Veau d'or du meilleur acteur (Gouden Kalf - Beste acteur) est une récompense remise dans le cadre des Veaux d'or remis lors du Festival du cinéma néerlandais. Le prix récompense la meilleure performance d'un acteur lors de l'année.

## Histoire
- Le prix est remplacé en 2021 par le Veau d'or du meilleur rôle principal.

## Lauréats
- 1981 : Rijk de Gooyer pour l'ensemble de son œuvre
- 1983 : Vic Moeremans pour De vlaschaard
- 1984 : Gerard Thoolen pour De mannetjesmaker / L'Illusioniste
- 1985 : Peter Tuinman pour De Dream
- 1986 : John Kraaijkamp, Sr. pour De aanslag / L'Aiguilleur
- 1987 : Willem Nijholt pour Havinck
- 1988 : Michiel Romeyn pour Van geluk gesproken
- 1989 : Pierre Bokma pour Leedvermaak
- 1990 : Thom Hoffman pour De avonden
- 1991 : Porgy Franssen pour Bij nader inzien
- 1992 : Rudolf Lucieer pour De Noorderlingen
- 1993 : Rik Launspach pour Oeroeg
- 1994 : Jaap Spijkers pour 1000 Rosen
- 1995 : Rijk de Gooyer pour Hoogste tijd
- 1996 : Peer Mascini pour Blind Date
- 1997 : Jaap van Donselaar pour De tranen van Castro
- 1998 : Johan Leysen pour Felice... Felice...
- 1999 : Rijk de Gooyer pour Madelief, krassen in het tafelblad
- 2000 : Victor Löw pour Lek
- 2001 : Fedja van Huêt pour AmnesiA (nl)
- 2002 : Jacob Derwig pour Zus et Zo
- 2003 : Tygo Gernandt pour Van God Los
- 2004 : Cees Geel pour Simon
- 2005 : Thijs Römer pour 06/05
- 2006 : Frank Lammers pour Nachtrit
- 2007 : Marcel Hensema pour Wild Romance
- 2008 : Robert de Hoog pour Skin
- 2009 : Martijn Lakemeier pour Oorlogswinter
- 2010 : Barry Atsma pour Komt een vrouw bij de dokter
- 2011 : Nasrdin Dchar pour Rabat
- 2012 : Reinout Scholten van Aschat pour De Heineken Ontvoering
- 2013 : Marwan Kenzari pour Wolf
- 2014 : Gijs Naber pour Aanmodderfakker
- 2015 : Martijn Fischer pour Bloed, zweet & tranen
- 2016 : Isaka Sawadogo pour The Paradise Suite
- 2017 : Peter Paul Muller pour Bram Fischer
- 2018 : Jacob Derwig pour Le Banquier de la Résistance (Bankier van het verzet)
- 2019 : Marcel Musters pour son rôle de Thomas dans God Only Knows
- 2020 : Shanine El-Hamus pour son rôle de Samir dans The Promise of Pisa

## Sources
- (nl)  NFF Website